# Estany Gros de Carançà
L'Estany Gros de Carançà, o, simplement, Estany de Carançà, és un estany d'origen glacial del terme comunal de Fontpedrosa, a la comarca del Conflent, de la Catalunya del Nord.
Éstà situat al sud-est del terme, a prop del límit amb el terme de Setcases, de la comarca del Ripollès. És al capdavall del Planell de l'Estany, al sud-oest de la Coma de l'Infern, als peus de la Roca Endorada, que és al nord-oest, i del Pic de Racó Gros, que és a l'oest, i al sud de l'Estany Blau. L'estany és en el curs del Torrent de Carançà. A prop al nord-oest de l'estany hi ha les antigues mines denominades el Mener de l'Or.

## Llegendes
En els Pirineus, sovintegen els topònims que fan referència a gegants relacionats amb la llegenda de Rotllan, personatge també assimilat a un gegant, i als dòlmens que haurien estat construïts per aquell cavaller. Així, Joan Amades atribueix el topònim la Fossa del Gegant a un dolmen que hauria estat destruït pels pastors esperant trobar-hi un tresor. Per a Jean Abélanet, aquesta interpretació és una confusió amb un altre lloc; les llegendes a les quals es refereixen aquests topònims gegantins s'han perdut definitivament.
Una altra llegenda apel·la a malfiar-se de l'estany de Carançà, altrament denominat Estany de les Truites, ben conegut per allotjar espècimens molt grossos d'aquesta espècie. Aquestes truites serien de fet bruixes o peixos embruixats. Se n'explica que tenen la capacitat d'escapar-se de la paella on han estat dipositades per tal de cuinar-les: aleshores salten i fugen per la xemeneia de casa del pescador.
El caminant desenfeinat, intentant pescar-hi, haurà d'evitar llançar pedres a l'estany per a distreure el seu avorriment: això desencadenaria terribles tempestes de gebre. Tal com indica el nom de la veïna Coma de l'Infern, tota la part alta de la vall de Carançè està sotmesa al Diable i als seus sequaços.

## L'estany i la literatura
Segons l'escriptor francès del segle xix Jean d'Arras, l'Estany de Carançà abrigaria en el seu fons una mina d'or. Jean d'Arras es basava en informacions de Bernat de So, vescomte d'Évol. També es diu que van venir geòlegs a fer-hi recerca en els entorns del llac a començaments del segle XX per tal de trobar-hi or, al lloc anomenat Roca endorada (la roca daurada), i que se'n van anar sense que ningú s'assabentés del que hi van trobar. És ben cert que hi va haver prospeccions, en aquell loc, però durant la primera meitat del segle xix, i la recerca era per coure, segons els informes dels enginyers.
Émile Pouvillon (1840 - 1906), a la seva obra pòstuma Terre d'Oc, aparegut el 1908, escrivia (traduït del francès):
| « | Unes gropes desolades, un rosari d'estanys fangosos; el llac de Carançà finalment; a penes un llac, una cubeta d'aigua fosca al fons d'un embut que tanca un semicercle de muntanyes. És el capdamunt de la vall, la fi del món. Ni un arbre, ni una mala herba en perspectiva, ni la més lleugera traça de vida vegetal o animal. L'herba és morta, l'home és absent, la muntanya mateixa no és més que un esquelet en descomposició, rosegat pels elements. El sol ha calcinat l'herba, ha exiliat els ramats; escalfa com un incendi el circ dels roquissars que flamegen amb el centelleig dels micasquistos, com si fos mineral en fusió. I aquest esclat en aquesta lletjor, és encara més lletjor. Regirat fins als darrers plecs, il·luminat fins relleus més petits, aquest desert de pedra pren una expressió d'un no-res tràgic. | » |

En això, coincideix amb el poeta d'Arles en llengua catalana Antoni Jofre (1801 - 1864) qui, en el seu llarg poema Les bruixes de Carançà, narra les desventures que, suposadament, li van esdevenir quan, malgrat els avisos de pastors, va llançar pedres a l'estany de Carançà. En fa una descripció del tot desencoratjadora. Noti's que és reproduït en ortografia prenormativa:
| « | L'estany de Carançâ !… res al món de mes trist ! Môlts son desencantâts desprès de l'haver vist. Las congestas de neu, profundas, infusibles ; Uns precipicis alts à l'home inaccessibles ; Montanya sens verdura y tenint front palât ; Pas un aybre, una flor, un bri d'herba plantât ; Ninguna trassa humana, un desert en pobresa, Tôt vos serra lo cor y vos dona tristesa, S'aparten los remâts d'aqueix lloch de horrors ; La miseria y la'fam y derraman llurs plors. | » |

El poema èpic Canigó de Jacint Verdaguer (1886), que representa que està situat en el segle xi, narra la lluita dels comtes catalans Guifré i Tallaferro contra els moros a l'est dels Pirineus. L'estany de Carançà només hi apareix una vegada, però en un moment crucial. En el Cant VIII, quan Tallaferro roman greument ferit i la lluita és acarnissada:
| « | Lo comte és de Cerdanya, los camins sap, Los camins de les cabres i dels isards ; Enfila una drecera, vers Carrançà, Com si giràs les aigües per recular. Tot seguit l'avantatge los ha seguat I al creure'l ells darrera los surt davant. | » |

Un combat singular té lloc entre el comte Guifré i el moro gegant anomenat Gedhur. Guifré és el vencedor. El Cant VIII acaba així:
| « | D'ençà que el moro hi queia, fa nou-cents anys, Bé hi deixaren exèrcits petjagolall, Passant-hi a rufagades, a foc i sang ; Bé n'hi passaren d'óssos, cabres i isards, D'estiues amb ses tempestes i pedregams, D'hverns amb ses nevades, torrents i allaus, IÍ encara es diu la Fossa, la del Gegant. | » |

Al segle xx la vall és vista d'una manera més lluminosa. Armand Lanoux, a Le Berger des abeilles (1974), evoca la Resistència francesa a la Catalunya del Nord. Quan un personatge penetra a la vall, 
| « | la descoberta és magnífica (...) és (...) un extraordinari canyó verdejant sembrat de blocs on l'aigua es precipita. | » |